# Tournée de l'équipe d'Angleterre de rugby à XV en 1997
La tournée de l'équipe d'Angleterre de rugby à XV de 1997 se déroule en Argentine et en Australie. C'est la première fois que l'Angleterre se déplace dans ces deux pays dans le cadre d'une tournée.

## Synopsis
L'Angleterre a terminé deuxième du Tournoi des Cinq nations derrière la France, de nombreux joueurs prenant leur retraite internationale après la compétition comme Rob Andrew. Les meilleurs joueurs ne sont pas appelés pour les matchs en Argentine car ils sont retenus pour la tournée des Lions britanniques. Jack Rowell dirige l'Angleterre pour la dernière fois avant de démissionner.

## La tournée

### Les joueurs
| Entraîneur | Entraîneur             | Jack Rowell |
| Avants     | Pilier                 | Darren Garforth (Leicester Tigers), Rob Hardwick (London Irish), Graham Rowntree (Leicester Tigers) Kevin Yates (Bath Rugby)           |
| Avants     | Talonneur              | Richard Cockerill (Leicester Tigers), Steve Diamond (Sale Sharks), Phil Greening (Gloucester Rugby), Mark Regan (Bath Rugby)           |
| Avants     | Deuxième ligne         | Danny Grewcock (Saracens), Martin Haag (Bath Rugby), Nigel Redman (Bath Rugby), Simon Shaw (London Wasps)                              |
| Avants     | Troisième ligne aile   | Ben Clarke (Bath Rugby), Richard Hill (Saracens), Chris Sheasby (London Wasps)                                                         |
| Avants     | Troisième ligne centre | Martin Corry (Leicester Tigers), Lawrence Dallaglio (London Wasps), Tony Diprose (Saracens), Tim Rodber (Northampton Saints)           |
| Arrières   | Demi de mêlée          | Kyran Bracken (Saracens), Matt Dawson (Northampton Saints), Andy Gomarsall (London Wasps), Austin Healey (Leicester Tigers)            |
| Arrières   | Demi d'ouverture       | Mike Catt (Bath Rugby), Alex King (London Wasps), Mark Mapletoft (Gloucester Rugby)                                                    |
| Arrières   | Centre                 | Matt Allen (Northampton Saints), Phil de Glanville (Bath Rugby), Nick Greenstock (London Wasps), Jon Sleightholme (Northampton Saints) |
| Arrières   | Ailier                 | Adedayo Adebayo (Bath Rugby), Nick Beal (Northampton Saints), John Bentley (Newcastle Falcons)                                         |
| Arrières   | Arrière                | Jon Callard (Bath Rugby), Jim Mallinder (Sale Sharks), Tim Stimpson (Newcastle Falcons)                                                |

### Les matchs
| Date            | Adversaire  | PM | PE | Lieu                               | Rapport |
| 27 mai 1997     | Argentine A | 58 | 17 | Cricket & Rugby Club, Buenos Aires |         |
| 31 mai 1997     | Argentine   | 46 | 20 | Ferro Carril Oeste, Buenos Aires   |         |
| 7 juin 1997     | Argentine   | 13 | 33 | Ferro Carril Oeste, Buenos Aires   |         |
| 12 juillet 1997 | Australie   | 6  | 25 | Sydney Football Stadium, Sydney    |         |

## Les tests
| 31 mai 1997 | Argentine                                                                        | 20–46 (13–17) | Angleterre                                                                                              | Ferro Carril Oeste, Buenos Aires 20 000 spectateurs Arbitre : Ian Rogers |
| 31 mai 1997 | Essai(s) : Arbizu, Quesada, Solari Transformation(s) : Quesada Drop(s) : Quesada |               | Essai(s) : Adebayo 2, Catt, Clarke, Diprose, Greenstock Transformation(s) : Catt 5 Pénalité(s) : Catt 2 | Ferro Carril Oeste, Buenos Aires 20 000 spectateurs Arbitre : Ian Rogers |
| 31 mai 1997 |                                                                                  |               | | Ferro Carril Oeste, Buenos Aires 20 000 spectateurs Arbitre : Ian Rogers |

| 7 juin 1997 | Argentine                                                                              | 33–13 (13–3) | Angleterre                                        | Ferro Carril Oeste, Buenos Aires 20 000 spectateurs Arbitre : Jonathan Kaplan |
| 7 juin 1997 | Essai(s) : Grau, Simone, Soler 2 Transformation(s) : Quesada 2 Pénalité(s) : Quesada 3 |              | Essai(s) : Grewcock, King Pénalité(s) : Mapletoft | Ferro Carril Oeste, Buenos Aires 20 000 spectateurs Arbitre : Jonathan Kaplan |
| 7 juin 1997 |                                                                                        |              |                                                   | Ferro Carril Oeste, Buenos Aires 20 000 spectateurs Arbitre : Jonathan Kaplan |

| 12 juillet 1997 | Australie                                                                           | 25–6 (8–3) | Angleterre                            | Sydney Football Stadium, Sydney 40 132 spectateurs Arbitre : Paddy O'Brien |
| 12 juillet 1997 | Essai(s) : Burke, Gregan, Horan, Tune Transformation(s) : Burke Pénalité(s) : Eales |            | Pénalité(s) : Stimpson Drop(s) : Catt | Sydney Football Stadium, Sydney 40 132 spectateurs Arbitre : Paddy O'Brien |
| 12 juillet 1997 |                                                                                     |            |                                       | Sydney Football Stadium, Sydney 40 132 spectateurs Arbitre : Paddy O'Brien |